# ハルラブ
「ハルラブ」（はるらぶ）は、日本の音楽ユニットJulietの楽曲である。彼女らの3枚目のシングルとして2010年1月27日に発売された。

## 批評
『CDジャーナル』は「等身大の視点で綴られる平易な歌詞は同世代の共感を呼びそう。いつの時代も変わらない恋愛と友情の瑞々しさを想起させる。」とコメントした。『hotexpress』の武川春奈は、「スネアドラムの軽快なリズムは旅立ちへの行進のようで、温かいサウンドも少し早い春の訪れを予感させる。そんな柔らかい雰囲気で彩られる曲の中には、好きな街や人と離れる寂しさ、未来への不安な気持ちが描かれていて切ない。」とコメントした。

## 収録曲
1. ハルラブ
  - 作詞：Maiko／作曲：イワツボコーダイ／編曲：CHICA
2. シャンプー 
  - 作詞：Maiko／作曲・編曲：THE COMPANY

### DVD収録内容
1. ハルラブ（Music Video）
2. ハルラブ（Music Videoメイキング）